# Elephantopus carolinianus
Elephantopus carolinianus es una especie de planta fanerógama de la familia de las asteráceas. 

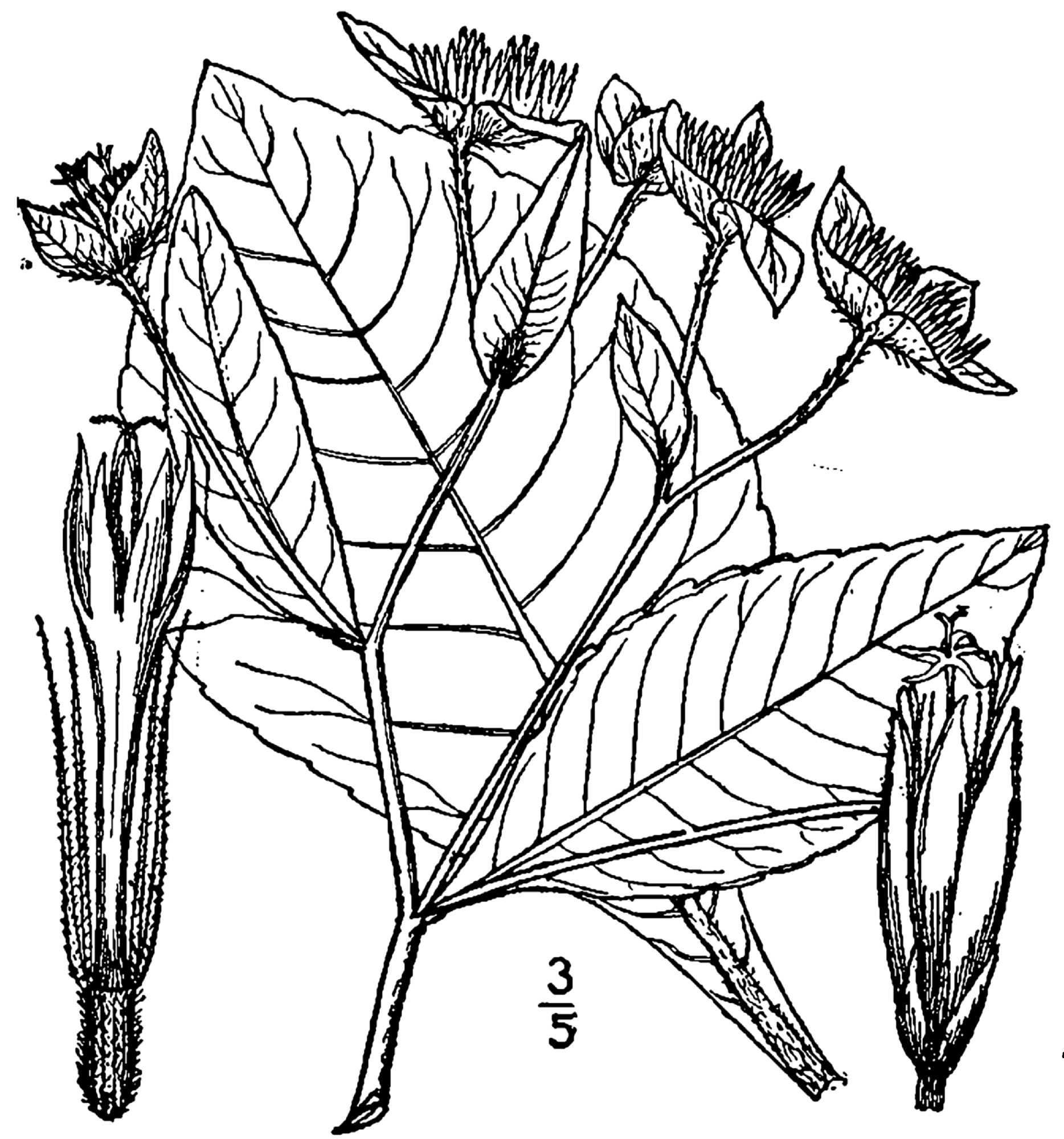
Ilustración

## Distribución
Es originaria de los Estados Unidos desde la Florida al norte hasta Ohio, Illinois y Pensilvania, al oeste de Texas, Oklahoma y Kansas.

## Descripción
Elephantopus carolinianus es una planta perenne herbácea que a veces alcanza un tamaño de hasta 120 cm de altura. Las hojas son elípticas u ovadas a lanceoladas de hasta 12 cm de largo, más oscuras en la parte superior de lo que son en la parte inferior. La planta produce numerosas pequeñas cabezas de flores en un apretado grupo, cada cabeza contiene generalmente sólo 4-5 floretes.

## Taxonomía
Elephantopus carolinianus fue descrita por Ernst Adolf Raeuschel y publicado en Nomenclator Botanicus [ed. 3] 256. 1797.
Etimología
Elephantopus: nombre genérico que deriva de las palabras griegas: 
elephantos = "elefante", y pous = "pie"; probablemente en alusión a las rosetas de grandes hojas basales.
carolinianus: epíteto
Sinonimia
- Elephantopus flexuosus Raf.	[5]